# Pervomajskij (Oblast' di Orenburg)
Pervomajskij (in russo Первомайский?) è un villaggio della Russia europea sudorientale, situato nell'oblast' di Orenburg; è il centro amministrativo del rajon Pervomajskij.
Si trova sulla riva del fiume Šagan (affluente dell'Ural), 360 km a ovest di Orenburg e 230 km a sud-est di Samara.